# История почты и почтовых марок компании Ньяса

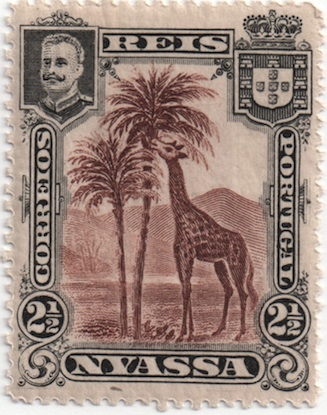
Почтовая марка компании Ньяса номиналом 2½ реала, 1901 г.

История почты и почтовых марок компании Ньяса описывает развитие почтовой связи на землях, охватывающих нынешние провинции Кабу-Делгаду и Ньяса и предоставленных в 1891—1929 годах в концессию компании Ньяса (порт. Companhia do Niassa) — королевской компании в португальской колонии Мозамбик (тогда известной как Португальская Восточная Африка). За это время была выпущена в общей сложности 141 почтовая марка, хотя только небольшая процентная доля от этого количества была эмитирована для фактического почтового обращения в Ньясе, остальные же предназначались для продажи на оживлённом филателистическом рынке Лондона.

## Поддельный выпуск
История почты компании Ньяса неудачно началась в 1895 году, когда губернатор только что созданной компании из Англии направился в Ньясу, взяв с собой свежеотпечатанных марок на 158 миллионов реалов. Марки с изображением башни Кабу-Делгаду в провинции Кабу-Делгаду на севере принадлежавшей компании территории были отпечатаны в Англии. Однако, согласно выданному Португалией компании мандату, хотя компания и имела право выпускать марки, они должны были быть изготовлены в Португалии. Поскольку это условие не было выполнено, португальское правительство объявило выпуск недействительным и потребовало его уничтожения. Весь тираж за исключением отдельных экземпляров был уничтожен.

## Выпуск 1898 года

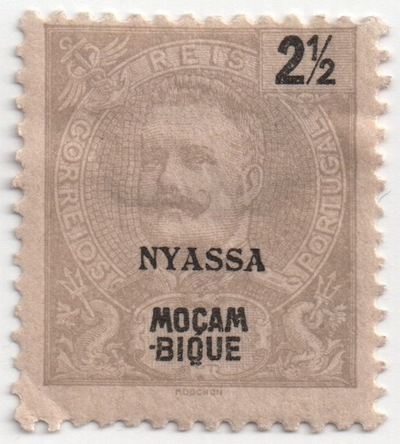
Марка компании Ньяса номиналом 2½ реала, 1898 г.

Первыми подлинными марками компании Ньяса стали две серии, выпущенные в 1898 году.
Первой из этих серий был выпуск Мозамбика 1893 года, на котором был изображён портрет короля Португалии Карлуша I с надписью порт. «Nyassa» («Ньяса»).
Второй выпуск представлял собой стандартную надпечатку на почтовых марках Португалии, выпущенных для использования в каждой из её африканских колоний. Они были отпечатаны в марочных листах, а затем на каждом листе надпечатывалось название соответствующей колонии — в результате на марках изначально было надпечатано слово Moçambique («Мозамбик») для использования в этой колонии. Когда затем марки должны были использоваться в Ньясе, на них снова была сделана надпечатка со словом «Nyassa» («Ньяса»), и они были отправлены в почтовые отделения Ньясы для последующего использования. Поэтому их можно отличить от другого выпуска 1898 года по имеющимся надпечаткам с названиями обеих территорий.

## Выпуск 1901 года
Только в 1901 году компания Ньяса организовала печатание и выпуск собственных почтовых марок. Марки были разработаны Робертом Эдгкамбе (Robert Edgcumbe) и напечатаны в Лондоне типографией Waterlow and Sons. В серию входят 13 марок с двумя изображениями: семь марок с изображением жирафа, который бродит среди пальм, и шесть марок с парой дромадеров. Марки содержат изображение короля Карлуша I в верхнем левом углу, номинал марки в реалах и название колонии в нижней части марки.

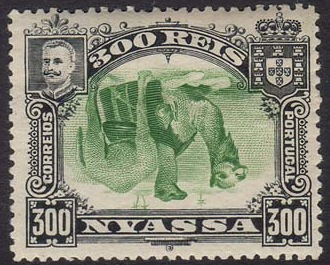
Почтовая марка с ошибкой инвертирования номиналом 300 реалов

Марка номиналом 10 реалов упоминается в романе Сэмюэля Беккета «Моллой», в котором рассказчик пишет:

Я поставил поднос и поискал наугад несколько марок. Одна карминовая марка Того с красивой лодкой, Ньяса 1910 года, 10 реалов и несколько других. Мне очень нравилась Ньяса. Она была зелёной, и на ней был изображён жираф, щиплющий верхушку пальмы.

В 1903 году все 13 марок выпуска 1901 года были напечатаны с перевёрнутым центром. По требованию коллекционеров в 1922 году типография Waterlow and Sons перепечатала по 20 листов (1000 экземпляров) каждого номинала с ошибкой

## Надпечатки нового тарифа
В 1903 году были эмитированы марки трёх новых номиналов посредством надпечатки новых тарифов на существующих марках из-за стандартизации почтовых тарифов в Португалии и её колониях, а также были выпущены два провизория посредством надпечатки на двух существующих номиналах в ожидании нового выпуска марок, который был заказан, но так и не прибыл. Эти надпечатки первоначально делались в Ньясе, но впоследствии (из-за низкого качества и отсутствия запасов марок) также и в Лондоне — поэтому существуют как «местные», так и «лондонские» типы надпечаток. При этом первые гораздо более редки и поэтому более дорогие.
В 1910 году компания Waterlow and Sons напечатала две марки новых номиналов, что было сделано не для нужд почты, а для продажи на филателистическом рынке. Эти номиналы были переизданы в 1922 году по той же причине.

## Выпуск 1911 года
После убийства короля Карлуша I, в 1908 году на трон взошёл его сын Мануэл, свергнутый через два года в результате революции 1910 года. Марки Ньясы были с опозданием пополнены эмиссией нового выпуска в 1911 году, основанного на рисунке, аналогичном выпуску 1901 года, но с двумя новыми изображениями (зебра и «Сан-Габриэль», флагман флота Васко да Гамы), портретом Мануэля вместо портрета Карлуша I и надпечатанным красной краской словом «Republica» («Республика»), чтобы отразить новый политический статус Португалии.

## Деноминация — выпуски 1918 и 1921 годов

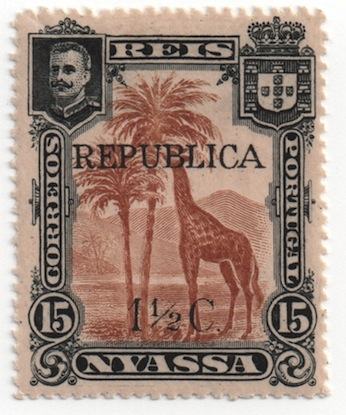
Марка компании Ньяса выпуска 1918 года, номиналом 1½ реала

Наряду со свержением монархии, создание Первой Португальской республики привело к отмене реала в качестве официальной денежной единицы Португалии и замены её эскудо и сентаво.
Хотя марки Ньясы и были выпущены в 1911 году, они не обновлялись до 1918 года, а когда они наконец были деноминированы в новой валюте, по какой-то причине были деноминированы марки 1901 года с изображением короля Карлуша I, а не марки более позднего выпуска 1911 года с изображением короля Мануэля II.
На почтовых марках выпуска 1901 года (вместе с пятью марками выпуска 1903 года, на которые уже была нанесена надпечатка) была сделана надпечатка со словом «Republica» («Республика») и новым номиналом в эскудо и сентаво.
Три года спустя, в 1921 году, так же поступили и с выпуском 1911 года: на марках этого выпуска была сделана надпечатка нового номинала в эскудо и сентаво.

## Новая стандартная серия 1921 года
К тому времени, когда выпуск 1911 года был деноминирован и перевыпущен в 1921 году, различные надпечатки и надпечатки новых тарифов вызывали некоторую путаницу. В 1921 году с прошлым было покончено выпуском новой серии стандартных марок. В серии, состоявшей из всего двадцати марок, использовалось несколько старых изображений из прежних выпусков (зебра, жираф и каравелла), а также два новых изображения (парусник и портрет Васко да Гамы).

## Другие выпуски
Помимо различных стандартных выпусков и надпечаток компания Ньяса также выпустила серию из девяти доплатных марок треугольной формы, хотя они, скорее всего, были напечатаны типографией Waterlows and Sons в попытке реализовать их на филателистическом рынке, а не для удовлетворения реальных потребностей в таких марках в самой Ньясе. Компания уделяла большое внимание продажам среди филателистов, поскольку ожидала, что из её прогнозируемого дохода в размере 16 тысяч фунтов стерлингов в год 2 тысячи фунтов будут связаны с продажей марок. Также были выпущены надпечатки на двух выпусках почтово-налоговых марок, эмитированных в Португалии, которые затем были надпечатаны и выпущены в Мозамбике, и наконец были надпечатаны и выпущены в Ньясе.

## Галерея

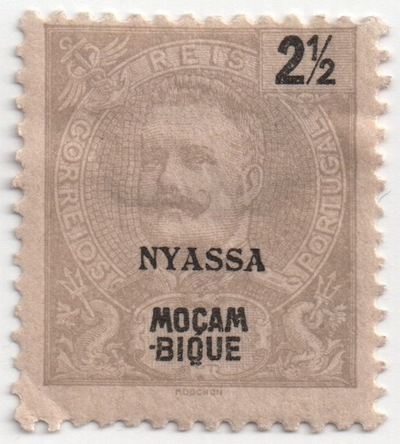
Марка компании Ньяса номиналом 2½ реала, 1898 г.
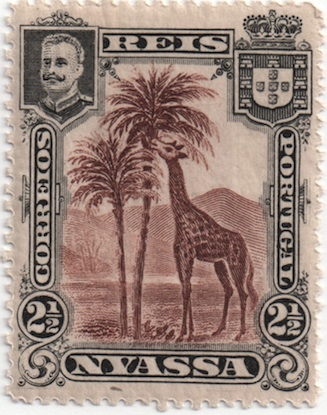
Марка компании Ньяса номиналом 2½ реала, 1901 г.
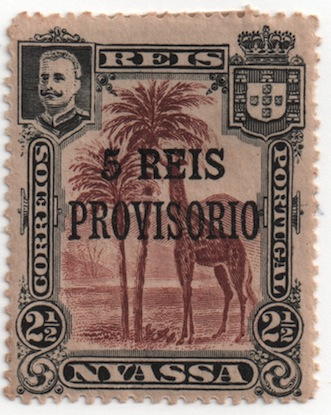
Марка компании Ньяса номиналом 5 реалов, 1910 г.
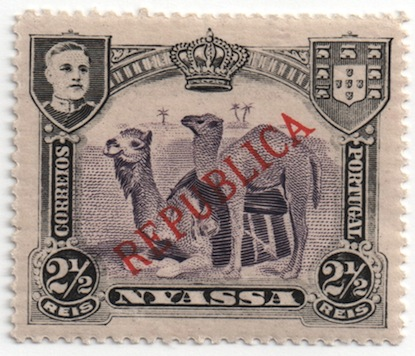
Марка компании Ньяса номиналом 2½ реала, 1911 г.
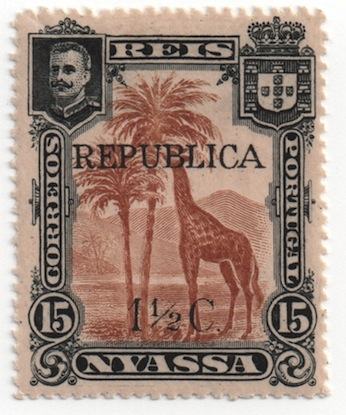
Марка компании Ньяса номиналом 1½ сентаво, 1918 г.
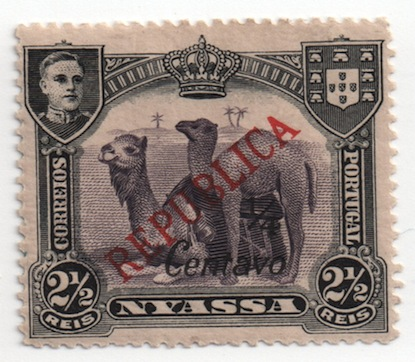
Марка компании Ньяса номиналом ¼ сентаво, 1921 г.
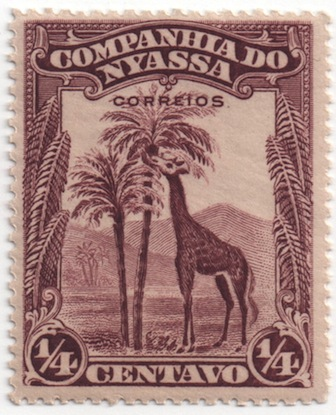
Марка компании Ньяса номиналом ¼ сентаво из стандартной серии 1921 г.